# Palaeocentropus placidus
Palaeocentropus placidus là một loài Trichoptera hóa thạch trong họ Calamoceratidae.